# Pedro Páramo (film, 2024)
Pour plus de détails, voir Fiche technique et Distribution.
Pedro Páramo  est un film mexicain réalisé par Rodrigo Prieto, sorti en 2024.
C'est la quatrième adaptation du roman de Juan Rulfo (1955), après Pedro Páramo (1967), un film de José Bolaños de 1977 et un film de Salvador Sánchez de 1981.

## Synopsis
Après la mort de sa mère, Juan Preciado part à la rencontre de son père, Pedro Páramo. En arrivant à Comala, il découvre un village fantôme et apprend que son père est mort. Il trouve une auberge tenue par Eduviges, une amie de jeunesse de sa mère Doloritas, qui commence à lui raconter l'histoire de sa famille. Juan rencontre d'autres personnes qui lui racontent la vie et les exactions de son père, un propriétaire terrien sans scrupules, et son second don Fulgor. Mais ces personnes semblent se révéler elles-mêmes des fantômes.

## Fiche technique
Sauf indication contraire, les informations mentionnées dans cette section peuvent être confirmées par la base de données cinématographiques IMDb,  présente dans la section « Liens externes ».
- Titre original : Pedro Páramo
- Titre français : Pedro Páramo
- Réalisation : Rodrigo Prieto
- Scénario : Mateo Gil
- Musique : Gustavo Santaolalla
- Direction artistique : Ezra Buenrostro
- Décors : Daniela Rojas
- Costumes : Anna Terrazas
- Photographie : Nico Aguilar et Rodrigo Prieto
- Montage : Soledad Salfate
- Production : Manuel Garcia-Rulfo, Tenoch Huerta, Rafael Ley, Gildardo Martinez, Stacy Perskie, Rodrigo Prieto, Francisco Ramos
- Sociétés de production : Redrum et Woo Films
- Société de distribution :  Netflix
- Pays de production :  Mexique
- Langue originale : espagnol
- Format : couleur
- Genre : Historique, drame
- Durée : 130 minutes
- Dates de sortie :
  - Canada : 7 septembre 2024 (festival international du film de Toronto)[2]
  - Monde : 6 novembre 2024 (Netflix)

## Distribution
- Manuel Garcia-Rulfo (VF : Boris Rehlinger) : Pedro Páramo (as Manuel García-Rulfo)
- Tenoch Huerta (VF : Eilias Changuel) : Juan Preciado (as Tenoch Huerta Mejía)
- Dolores Heredia (VF : Ethel Houbiers) : Eduviges Dyada
- Ilse Salas (VF : Marie Tirmont) : Susana San Juan
- Hector Kotsifakis (VF : Gérard Darier) : Fulgor Sedano
- Mayra Batalla (VF : Olivia Nicosia) : Damiana
- Roberto Sosa (VF : Bernard Gabay) : Rentería
- Giovanna Zacarías (VF : Françoise Vallon) : Dorotea
- Noé Hernández (VF : Loïc Houdré) : Abundio
- Yoshira Escárrega (VF : Julie Dumas) : Ella
- Santiago Colores (VF : Marc Maurille) : Miguel Parámo
- Gilberto Barraza (VF : Mathieu Buscatto) : Damaso 'El Tilcuate'
- Ari Brickman : Bartolomé
- Ishbel Bautista : Doloritas
- Irineo Alvarez (VF : Patrick Bonnel) : Toribio

 Source et légende : version française (VF) sur RS Doublage

## Production
Le directeur de photographie mexicain Rodrigo Prieto réalise son premier long métrage, sur un scénario écrit par le scénariste et réalisateur espagnol Mateo Gil.
Le rôle-titre est dévolu à Manuel Garcia-Rulfo, déjà employé par Netflix pour la série La Défense Lincoln.  Tenoch Huerta, vu dans le film Black Panther: Wakanda Forever, joue le rôle de son fils Juan. Le personnage de Damiana est interprété par Mayra Batalla, de Huesera: The Bone Woman, et celui de Dorotea est interprété par Giovanna Zacarías, qui a fait une apparition dans Sur la route,.

### Tournage
Le film est tourné dans des haciendas à Villa de Reyes, Bledos et Carranco (état de San Luis Potosí) et leurs environs,,.

## Accueil

### Critiques
Le critique de Variety caractérise le film comme relevant du réalisme magique et de la grande saga familiale, et conclut qu'« il est difficile de ne pas se perdre dans Pedro Páramo, même quand le film finit par se perdre en lui-même, adoptant une forme cinématographique plus classique qui ne colle pas complètement. Heureusement, son attrait surréel - soutenu par un sens des aspirations tragiques - est assez puissant pour résonner tout au long de sa durée ».
Pour Télérama, le réalisateur « signe un premier long métrage d’une ambition démesurée, dans lequel il finit par s’emmêler les pinceaux ».
Pour Soir Mag, « cette adaptation, qui ne s’éloigne pas du récit original, nous promet une plongée au cœur d’un univers où vivants et morts se confondent ».